# Косоко
Косоко (Косоку, Касоко) (д/н — 1872) — 12-й оба (правитель) Лагосу в 1845—1851 роках.

## Життєпис

### Молоді роки
Син оби Осінлокуна. За правління батька вважався спадкоємцем трону. Тому вирішив піти проти Елету Одібо (голови вождів білих Капелюхів), що впливав на обрання нового оби, оженившись на дівчині, яка була заручена з Елету Одібо. Останній відплатив Косоко тим, що після смерті Осінлокуна допоміг посісти трон братові Косоко — Ідеву Оджуларі. Потім Елету доклав руку до скоєння самогубства останнім. Після цього сприяв поверненню на трон його стрийка Аделе Аджосуна, а після смерті того 1837 року сприяв обранню сина Аделе — Олуволе.
В подальшому налаштовував Олуволе проти Косоко, який зрештою вирішив повстати, але зазнав поразки й втік до Бадагрі. Елету Одібо наказав викопати рештки матері Косоко і кинувти їх до лагуни Лагосу. 18141 року після раптової смерті Олуволе, новим обою став Акітое.

### Панування
Незважаючи на попередження Еле Одібо він повернув із заслання Косоко. Той швидко зміцнив свій вплив та розширив коло прихильнкиів, особливо сеед работоргівців та мусульманської громади. Приводом стало заборона у липні 1845 року работоргівлі. після 3-тижневої облоги Косоко захопив палац Акітое, що втік до Абеокути. Спроба Косоко отримати втікача виявилася марною. 1846 року Косоко відбив спробу Акітое захопити Лагос.
Після приходу до влади Косоко Лагос став ключовим портом в торгівлі рабами на Африканському узбережжі[13]. Це викликало невдоволення британців, які прагнули до повного скасування работоргівлі. Косоко намагався налагодити відносини з Францією, розраховуючи відігравати на протиріччях між цими країнами. Втім в цей час президент Луї-Наполеон Бонапарт більше цікавився внутрішніми справами.
20 листопада 1851 року делегація, що складається з консула Джона Бікрофта і офіцерів Вілмота, Гарднера і Пейті, прибула до Лагосу. Проте Косоко відхилив висунутиі до нього вимоги. Отримавши відмову, британська делегація залишила палац оби. За цим Бікрофт написав командеру Форбсу, що британському королівському флоту слід вигнати «узурпатора» Косоко і встановити владу «законного спадкоємця» Акітое. 
5 листопада 1851 року британці атакували Лагос. Через недооцінку командером Форбсом сил Косоко, десант готувався поспіхом і був погано організований. Зустрівши сильний опір африканців, англійці були змушені відступити. Друга атака на Лагос розпочалася 26 грудня 1851 року. Цього разу британці підготувалися краще й зібрали більшу кількість сил. Керував десантом капітан Джонс. До складу британських сил входили два лінійних корабля HMS «Bloodhound» та HMS «Teaser», а також флотилія з 23 човнів. Десант почався з масованого бомбардування міста, через яке в Лагосі пошкодили багато будівель. Незважаючи на перевагу британців, Косоко 3 дні чинив запеклий опір (цей бій згодом назвали місцеві жителі Огун Ахой — «Нуртуюча битва»). Зрештою 29 грудня 1851 року Акітое прибув до міста, де прийняв присягу місцевих вождів. Косоко втік до держави Іджебу.

### Наступна діяльність
З 1852 року розпочав формувати загони для повернення до влади. 1853 року скористався смертю Акітое для нападу на Лагос. Але двічі протягом року зазнав поразки від британського флоту. 28 вересня 1854 року підписав договір Епе з консулом Бенджаміном Кемпбеллом, визнавши обою Досунму. Натомість Кемпбелл підтвердив незалежний статус Косоко в Епе.
1860 року спроба переконати Досунму отримати право на повернення до Лагосу була відхилена. Втім наступного року британці встановили владу в Лагосі й тому дозволили Косоко повернутися до міста. Він отримав пенсію у 400 фунтів стерлінгів на рік. Зосередився на активні торгівлі з британськими компаніями. Помер в Лагосі 1872 року.